# 24 часа (5-й сезон)
Пятый сезон американского драматического телесериала «24 часа», также известный как «Пятый день». Премьера состоялась 15 января 2006 года на Fox, и сезон выходил в эфир до 22 мая. Старт сюжетной линии в 7:00 утра — в то же время, как и предыдущий сезон.
Сезон получил подавляющее признание критиков и рассматривается как лучший сезон шоу. Он получил двенадцать номинаций на премию «Эмми» с пятью победами.

## Обзор сезона
Пятый сезон начинается через 18 месяцев после окончания четвёртого сезона. Скрывающийся от всех Джек Бауэр (Jack Bauer), бывший руководитель и сотрудник КТО (Counter Terrorist Unit), работает разнорабочим на нефтеперерабатывающем заводе под псевдонимом «Фрэнк Флинн» (Frank Flynn) в Мохаве, штат Калифорния. В этот день должна состояться важная историческая встреча президента Логана (Charles Logan) с президентом России Юрием Суваровым (Yuri Suvarov). В это время события принимают трагический оборот.
Пятый сезон, единственный из всех сезонов, который можно разделить на 3 основных акта:
1. В первом акте убийства двух близких друзей вынуждают Джека раскрыть себя (китайцы всё ещё считают его мёртвым). Он пытается спасти невинных людей от атаки российских сепаратистов.
2. Во втором акте террористы получают контроль над нервно-паралитическим газом с помощью коррумпированных чиновников.
3. В третьем, заключительном акте, Джек обнаруживает, что заговор исходит от самого президента и стремится уличить его в государственной измене.

### Основные сюжетные линии
- Джек расстроен убийством Давида Палмера и это становится его личной вендеттой.
- Джек вступает в контакт с людьми, которые думали, что он умер: дочь Ким Бауэр (Kim Bauer), подруга Одри Рэйенс (Audrey Raines).
- Первая леди Марта Логан (Martha Logan) пытается исправить ошибки президента.
- Вице-президент Хол Гарнер (Hal Gardner) убеждает президента ввести в Лос-Анджелесе военное положение без одобрения Конгресса США.
- Хлоя О’Брайен (Chloe O’Brian) теряет сразу двух близких ей мужчин за сутки: один умирает, другой задержан за соучастие в убийстве.
- Авторитет Билла Бьюкенена (Bill Buchanan’s) в КТО подрывает сначала Линн Мак-Гилл (Lynn McGill), потом Карен Хейс (Karen Hayes), которые в итоге соглашаются с ним и становятся единомышленниками.

### Повороты сюжета, влияющие на следующие сезоны
- Смерть Дэвида Палмера, Мишель Десслер, Эдгара Стайлса и Тони Алмейда.
- Конец президентства Чарльза Логана.
- Напряжение в отношениях между Джеком Бауэром и министром обороны США Джеймсом Хеллером (James Heller).
- Дружба между Биллом Бьюкененом и Карен Хейс.
- Бывшие супруги Хлоя и Моррис О’Брайен объединяются.
- Джека Бауэра захватывают китайцы во главе с Ченг Джи.

## Персонажи

### Основной состав
- Кифер Сазерленд — Джек Бауэр (24 эпизода)
- Ким Рейвер — Одри Рейнс (23 эпизода)
- Мэри Линн Райскаб — Хлоя О’Брайан (24 эпизода)
- Карлос Бернард — Тони Алмейда (6 эпизодов)
- Грегори Итцин — Президент Чарльз Логан (23 эпизода)
- Джеймс Морисон — Билл Бьюкэнон (23 эпизода)
- Роджер Кросс — Кёртис Мэннинг (19 эпизодов)
- Луис Ломбарди — Эдгар Стайлс (13 эпизодов)
- Джин Смарт — Первая Леди Марта Логан (23 эпизода)

### Специально приглашённые актёры
- Деннис Хэйсберт — Дэвид Палмер (1 эпизод)
- Шон Эстин — Линн Макгилл (4 эпизода)
- Уильям Дивейн — Джеймс Хеллер (3 эпизода)
- Элиша Катберт — Ким Бауэр (2 эпизода)
- Рейко Эйлсворт — Мишель Десслер (1 эпизод)

### Приглашённые актёры
- Джуд Чикколелла — Майк Новик (21 эпизод)
- Гленн Моршауэр — Аарон Пирс (15 эпизодов)
- Джейн Аткинсон — Карен Хейз (12 эпизодов)
- Джулиан Сэндс — Владимир Берко (11 эпизодов)
- Питер Уэллер — Кристофер Хендерсон (11 эпизодов)
- Сандрин Холт — Эвелин Мартин (10 эпизодов)
- Стивен Спинелла — Майлз Папазян (10 эпизодов)
- Джон Аллен Нельсон — Уолт Каммингс (7 эпизодов)
- Д. Б. Вудсайд — Уэйн Палмер (7 эпизодов)
- Конни Бриттон — Дайан Хаксли (6 эпизодов)
- Брэди Корбет — Дерек Хаксли (6 эпизодов)
- Ник Джеймсон — Президент Юрий Суваров (6 эпизодов)
- Иона Лотан — Спенсер Вульф (6 эпизодов)
- Марк Шеппард — Иван Эрвик (6 эпизодов)
- Рэй Вайс — Хэл Гарднер (6 эпизодов)
- Джерент Вин Дэйвис — Джеймс Натансон (6 эпизодов)
- Кэтлин Гати — Первая Леди Анна Суварова (5 эпизодов)
- Кейт Мара — Шари Ротенберг (5 эпизодов)
- Пол Маккрейн — Грэм Бауэр (5 эпизодов)
- Стана Катич — Коллет Стенгер (2 эпизода)
- Генри Иан Кьюсик — Тео Столлер (2 эпизода)
- Си Томас Хауэлл — Барри Лэндис (2 эпизода)
- Карло Рота — Моррис О'Брайан (2 эпизода)
- Ци Ма — Ченг Жи (1 эпизод)

## Производство
Десятиминутный приквел к пятому сезону был доступен уже на DVD с четвёртым сезоном. Приквел происходит через год, после окончания четвёртого сезона и за полгода до начала пятого. Хлоя О’Брайен встречается с Джеком в Чикаго, штат Иллинойс. Она рассказывает ему, что база данных с аутопсией Джека была взломана и, вероятно, злоумышленники узнали, что результаты вскрытия Бауэра были подделаны. Это означает, что фальсифицированная в конце четвёртого сезона смерть Джека может быть раскрыта. Сразу после встречи с Хлоей за Джеком начинается преследование, но ему удаётся избавиться от хвоста.

### Рекламный трейлер
Трейлер пятого сезона резюмировал итог четвёртого сезона и подчёркивал, что эфир пятого сезона будет непрерывен. Непрерывная трансляция была и у четвёртого сезона, а трансляцию предыдущих трёх сезонов приходилось разбивать на несколько частей по разным причинам. В этом ролике были продемонстрированы сцены с Джеком Бауэром с высоты птичьего полёта, тогда как в самом сериале таких ракурсов избегают, предпочитая показывать всё на уровне глаз.

### Смерти важных персонажей
В этом сезоне, в отличие от предыдущих, погибает особенно много важных персонажей сериала: бывший президент Дэвид Палмер, восстановившие свои отношения Мишель Дэслер и Тони Алмейда, сотрудник КТО Эдгар Стайлз, помощник президента Уолт Каммингс, приглашённая звезда Шон Астин в роли Линна Макгилла. Под угрозой оказались жизни Аарона Пирса и брата президента Уэйна Палмера. Актёр Деннис Хэйсберт был против убийства его героя, Дэвида Палмера, поэтому отказался сниматься в этой сцене. После личной встречи со съёмочной группой шоу он смягчился, но остался при своём мнении.

## Спин-офф
В конце пятого сезона проникнуть на подводную лодку Джеку Бауэру помогает Тим Руни (Tim Rooney), роль которого исполняет Джереми Рей Валдес. Этот же актёр играет Джейсона Блэйна в спин-оффе — веб-сериале «Новичок».

## Эпизоды
| № общий | № в сезоне | Название                         | Режиссёр    | Автор сценария                                               | Дата премьеры   | Произв. код | Зрители в США (млн) |
| ------- | ---------- | -------------------------------- | ----------- | ------------------------------------------------------------ | --------------- | ----------- | ------------------- |
| 97      | 1          | «Day 5: 7:00 a.m. — 8:00 a.m.»   | Джон Кассар | Говард Гордон                                                | 15 января 2006  | 5AFF01      | 17.01               |
| 98      | 2          | «Day 5: 8:00 a.m. — 9:00 a.m.»   | Джон Кассар | Эван Кац                                                     | 15 января 2006  | 5AFF02      | 15.48               |
| 99      | 3          | «Day 5: 9:00 a.m. — 10:00 a.m.»  | Брэд Тёрнер | Мэнни Кото                                                   | 16 января 2006  | 5AFF03      | 14.08               |
| 100     | 4          | «Day 5: 10:00 a.m. — 11:00 a.m.» | Брэд Тёрнер | Джоэл Сурноу и Майкл Лосефф                                  | 16 января 2006  | 5AFF04      | 15.70               |
| 101     | 5          | «Day 5: 11:00 a.m. — 12:00 p.m.» | Джон Кассар | Джоэл Сурноу и Майкл Лосефф                                  | 23 января 2006  | 5AFF05      | 14.22               |
| 102     | 6          | «Day 5: 12:00 p.m. — 1:00 p.m.»  | Джон Кассар | Дэвид Фьюри                                                  | 30 января 2006  | 5AFF06      | 13.82               |
| 103     | 7          | «Day 5: 1:00 p.m. — 2:00 p.m.»   | Брэд Тёрнер | Мэнни Кото                                                   | 6 февраля 2006  | 5AFF07      | 13.70               |
| 104     | 8          | «Day 5: 2:00 p.m. — 3:00 p.m.»   | Брэд Тёрнер | Роберт Кокран и Эван Кац                                     | 13 февраля 2006 | 5AFF08      | 12.82               |
| 105     | 9          | «Day 5: 3:00 p.m. — 4:00 p.m.»   | Тим Якофано | Говард Гордон и Дэвид Фьюри                                  | 20 февраля 2006 | 5AFF09      | 13.70               |
| 106     | 10         | «Day 5: 4:00 p.m. — 5:00 p.m.»   | Тим Якофано | Джоэл Сурноу и Майкл Лосефф                                  | 27 февраля 2006 | 5AFF10      | 13.87               |
| 107     | 11         | «Day 5: 5:00 p.m. — 6:00 p.m.»   | Джон Кассар | Николь Ранадив                                               | 6 марта 2006    | 5AFF11      | 11.89               |
| 108     | 12         | «Day 5: 6:00 p.m. — 7:00 p.m.»   | Джон Кассар | Даппи Деметриус и Мэтт Мичновец                              | 6 марта 2006    | 5AFF12      | 13.98               |
| 109     | 13         | «Day 5: 7:00 p.m. — 8:00 p.m.»   | Брэд Тёрнер | Джоэл Сурноу и Майкл Лосефф                                  | 13 марта 2006   | 5AFF13      | 13.72               |
| 110     | 14         | «Day 5: 8:00 p.m. — 9:00 p.m.»   | Брэд Тёрнер | Телесценарий: Говард Гордон и Эван Кац Сюжет: Сэм Монтгомери | 20 марта 2006   | 5AFF14      | 13.71               |
| 111     | 15         | «Day 5: 9:00 p.m. — 10:00 p.m.»  | Джон Кассар | Дэвид Эрман                                                  | 27 марта 2006   | 5AFF15      | 14.50               |
| 112     | 16         | «Day 5: 10:00 p.m. — 11:00 p.m.» | Джон Кассар | Мэнни Кото и Сэм Монтгомери                                  | 3 апреля 2006   | 5AFF16      | 12.47               |
| 113     | 17         | «Day 5: 11:00 p.m. — 12:00 a.m.» | Брэд Тёрнер | Дэвид Фьюри                                                  | 10 апреля 2006  | 5AFF17      | 12.49               |
| 114     | 18         | «Day 5: 12:00 a.m. — 1:00 a.m.»  | Брэд Тёрнер | Говард Гордон                                                | 17 апреля 2006  | 5AFF18      | 13.26               |
| 115     | 19         | «Day 5: 1:00 a.m. — 2:00 a.m.»   | Дуайт Литтл | Стивен Лонг Митчелл и Крэйг Ван Сикл                         | 24 апреля 2006  | 5AFF19      | 13.03               |
| 116     | 20         | «Day 5: 2:00 a.m. — 3:00 a.m.»   | Дуайт Литтл | Джоэл Сурноу и Майкл Лосефф                                  | 1 мая 2006      | 5AFF20      | 13.15               |
| 117     | 21         | «Day 5: 3:00 a.m. — 4:00 a.m.»   | Брэд Тёрнер | Мэнни Кото                                                   | 8 мая 2006      | 5AFF21      | 13.86               |
| 118     | 22         | «Day 5: 4:00 a.m. — 5:00 a.m.»   | Брэд Тёрнер | Дэвид Фьюри и Сэм Монтгомери                                 | 15 мая 2006     | 5AFF22      | 13.16               |
| 119     | 23         | «Day 5: 5:00 a.m. — 6:00 a.m.»   | Джон Кассар | Говард Гордон и Эван Кац                                     | 22 мая 2006     | 5AFF23      | 13.75               |
| 120     | 24         | «Day 5: 6:00 a.m. — 7:00 a.m.»   | Джон Кассар | Роберт Кокран                                                | 22 мая 2006     | 5AFF24      | 13.75               |

## Музыка
14 ноября 2006 года лейбл Varèse Sarabande выпустил диск с саундтреком к четвёртому, пятому сезонам и игре 24: The Game.
| Оценки критиков | Оценки критиков |
| Источник        | Оценка          |
| --------------- | --------------- |
| Allmusic        | [ 21 ]          |
| Soundtrack.net  | [ 22 ]          |

| №                   | Название                             | Длительность |
| ------------------- | ------------------------------------ | ------------ |
| 1.                  | «24 Main Title»                      | 4:46         |
| 2.                  | «Collette's Arrest»                  | 2:51         |
| 3.                  | «Closing In On Marwon»               | 4:28         |
| 4.                  | «Death In The Open Desert»           | 1:42         |
| 5.                  | «Logan's Downfall»                   | 6:34         |
| 6.                  | «Mandy's Plan»                       | 2:56         |
| 7.                  | «Henderson»                          | 2:40         |
| 8.                  | «Jack's Women»                       | 3:36         |
| 9.                  | «C.T.U.»                             | 3:52         |
| 10.                 | «The Name's O'Brian - Chloe O'Brian» | 2:32         |
| 11.                 | «Mission Briefing»                   | 2:10         |
| 12.                 | «Bierko Entering The Gas Company»    | 2:36         |
| 13.                 | «Logan's Near Suicide»               | 2:24         |
| 14.                 | «Lynn McGill's Sacrifice»            | 3:50         |
| 15.                 | «Base Mission»                       | 2:35         |
| 16.                 | «Airport Russians»                   | 2:46         |
| 17.                 | «Infiltrating the Sub»               | 5:57         |
| 18.                 | «Loft Mission»                       | 2:54         |
| 19.                 | «Reviving Jack»                      | 3:17         |
| 20.                 | «Jack Storms The Gas Plant»          | 8:09         |
| 21.                 | «Tony's Farewell»                    | 1:36         |
| Общая длительность: | Общая длительность:                  | 1:14:11      |

## Показ и критика
Сезон выходил по понедельникам в 21:00 по североамериканскому восточному времени на канале Fox с 15 января по 22 мая 2006 года.

### Награды и номинации
| Награда                                  | Категория                                                     | Кому/чему | Результат |
| ---------------------------------------- | ------------------------------------------------------------- | --- | --------- |
| Прайм-таймовая премия «Эмми»             | Лучший драматический сериал                                   | Джон Кассар, Роберт Кокран, Мэнни Кото, Дэвид Фьюри, Говард Гордон, Брайан Грейзер, Майкл Клик, Эван Кац, Стивен Крониш, Майкл Лосефф, Джоэл Сурноу, Кифер Сазерленд, Брэд Тёрнер | Победа    |
| Прайм-таймовая премия «Эмми»             | Лучшая мужская роль в драматическом телесериале               | Кифер Сазерленд | Победа    |
| Прайм-таймовая премия «Эмми»             | Лучшая режиссура драматического телесериала                   | Джон Кассар | Победа    |
| Прайм-таймовая премия «Эмми»             | Лучшая музыка в сериале                                       | Шон Каллери | Победа    |
| Прайм-таймовая премия «Эмми»             | Лучший монтаж драматического сериала, снятого одной камерой   | Дэвид Лэйтэм | Победа    |
| Прайм-таймовая премия «Эмми»             | Лучший монтаж драматического сериала, снятого одной камерой   | Скотт Пауэлл | Номинация |
| Прайм-таймовая премия «Эмми»             | Лучшая мужская роль второго плана в драматическом телесериале | Грегори Итцин | Номинация |
| Прайм-таймовая премия «Эмми»             | Лучшая женская роль второго плана в драматическом телесериале | Джин Смарт | Номинация |
| Прайм-таймовая премия «Эмми»             | Лучшая постановка трюков                                      | Джефф Кадьенте | Номинация |
| Прайм-таймовая премия «Эмми»             | Лучшая съёмка одночасового сериала                            | Родни Чартерс | Номинация |
| Прайм-таймовая премия «Эмми»             | Лучший монтаж сериала, снятого одной камерой                  | | Номинация |
| Прайм-таймовая премия «Эмми»             | Лучший монтаж звука в сериале                                 | | Номинация |
| «Золотой глобус»                         | Лучший телевизионный сериал — драма                           | | Номинация |
| «Золотой глобус»                         | Лучшая мужская роль в телевизионном сериале — драма           | Кифер Сазерленд | Номинация |
| Премия Гильдии киноактёров США           | Лучшая мужская роль в драматическом сериале                   | Кифер Сазерленд | Номинация |
| Премия Гильдии киноактёров США           | Лучший актёрский состав в драматическом сериале               | Джейн Аткинсон, Джуд Чикколелла, Роджер Кросс, Грегори Итцин, Луис Ломбарди, Джеймс Морисон, Гленн Моршауэр, Мэри Линн Райскаб, Ким Рэйвер, Джин Смарт, Кифер Сазерленд           | Номинация |
| «Спутник»                                | Лучший телевизионный сериал — драма                           | | Номинация |
| «Спутник»                                | Лучшая женская роль второго плана                             | Джин Смарт | Номинация |
| Премия Гильдии режиссёров Америки        | Лучшая режиссура драматического телесериала                   | Джон Кассар | Победа    |
| Премия Гильдии сценаристов США           | Лучший драматический сериал                                   | | Номинация |
| Премия Гильдии продюсеров США            | Продюсер года — Драматический сериал                          | Джоэл Сурноу, Роберт Кокран, Говард Гордон, Брайан Грейзер, Эван Кац, Джон Кассар, Стивен Крониш, Майкл Лосефф                                                                    | Номинация |
| Премия Ассоциации телевизионных критиков | Лучшая программа года                                         | | Номинация |
| Премия Ассоциации телевизионных критиков | Личные достижения в драме                                     | Кифер Сазерленд | Номинация |
| Премия Ассоциации телевизионных критиков | Выдающиеся достижения в драме                                 | | Номинация |